# Amantidina

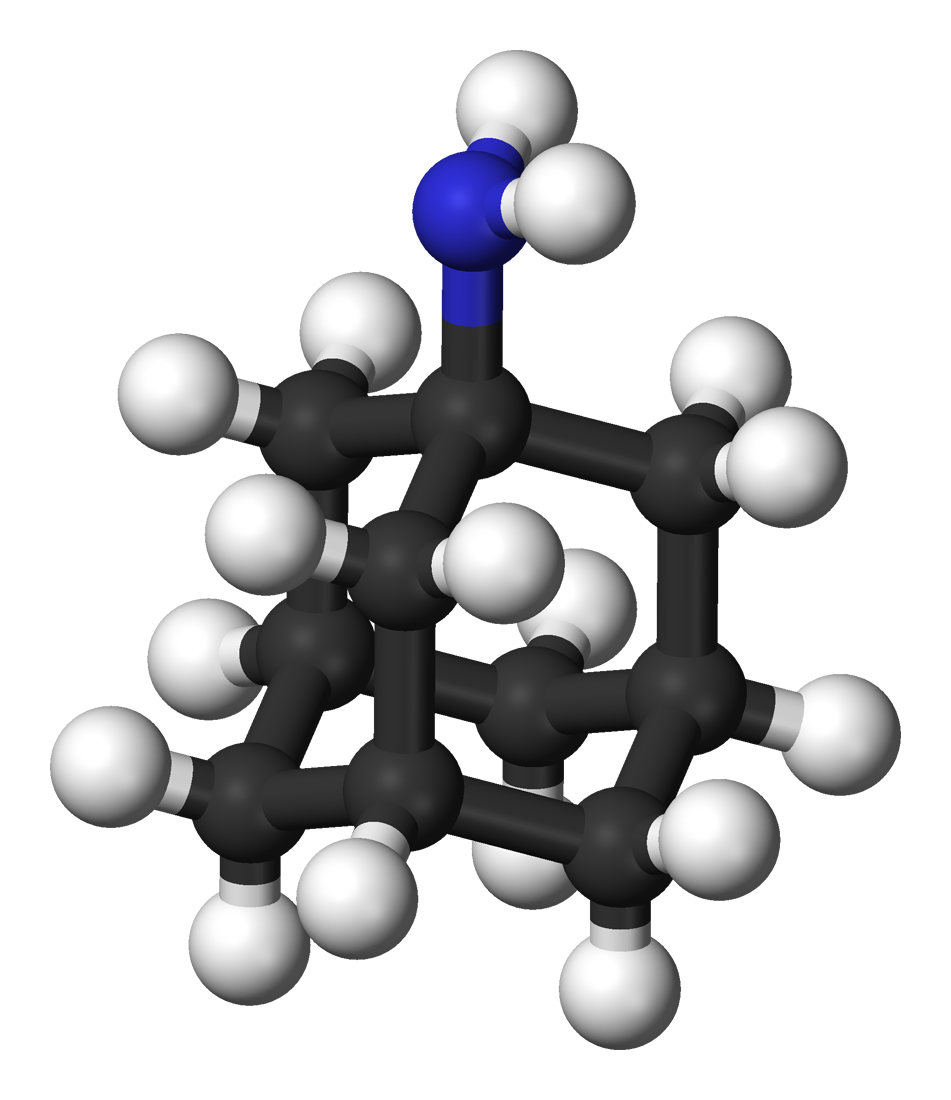
Geometria molecular da amantidina.

A amantidina ou amantadina é uma amina simétrica (C10H17N) derivada do adamantano. É usada no tratamento da doença de Parkinson e especialmente em profilaxia viral por sua capacidade seletiva de inibir certas viroses, como a influenza e a gripe aviária. Promove a liberação de dopamina no interior do cérebro.
No coração, amantadina tem efeito inotrópico negativo direto, porém fraco. Por outro lado, a droga promove a liberação de catecolaminas que aumenta o ritmo e contractilidade cardíaca.
A amantadina é uma molécula sintética (L-adamantadina) que é rapidamente absorvida por via oral, não sofre metabolização e é excretada quase exclusivamente pela urina (90%), por filtração glomerular e secreção tubular. Possui uma meia-vida prolongada (12 a 17 horas), por isso a eliminação é afetada em pacientes com insuficiência renal e em indivíduos idosos (mais de 65 anos). O mecanismo de ação como antiparkinsoniano e nas reações extrapiramidais induzidas por fármacos é desconhecido, embora tenha sido demonstrado que induz um incremento da liberação de dopamina no cérebro. É reconhecido que é muito menos efetiva que a levodopa. O mecanismo de ação antiviral não está completamente elucidado; pensa-se que inibe uma fase precoce da reaplicação viral, a qual impede a penetração, ou bloqueia a descapsidação após o vírus penetrar no interior da célula. Além disso produz a inibição da transcrição primária do RNA.Possivelmente, a amantadina não interfere na imunogenicidade das vacinas inativadas contra o vírus influenza A. Não foi relatado o desenvolvimento do fenômeno da resistência in vivo.